# Liga Ecuatoriana de Voleibol
La Liga Ecuatoriana de Voleibol es una asociación de clubes de voleibol de Ecuador. Perteneciente a la Federación Ecuatoriana de Voleibol, fue constituida oficialmente en el año 2014, a fin de agrupar a los principales equipos de este deporte en el país.
El equipo campeón de la Liga Ecuatoriana de Voleibol estará clasificado para el Campeonato Sudamericano de Clubes de Voleibol.

## Campeones Masculinos
| Torneo      | Campeón                            | Subcampeón          |
| 2014 - 2015 | El Oro                             | Club Ducks (Quito)  |
| 2016        | Barcelona                          | Club Ducks (Quito)  |
| 2017        | USFQ                               | Club UVIV Guayaquil |
| 2018        | Club UVIV Guayaquil                | Club Ducks (Quito)  |
| 2019 - 2020 | Guayaquil City FC                  | Club Ducks (Quito)  |
| 2022        | Club Sport Emelec                  | Club Ducks (Quito)  |
| 2023-2024   | Universidad San Francisco de Quito | Club Sport Emelec   |
| 2024-2025   | Club Ducks (Quito)                 | Club Sport Emelec   |

### Títulos masculinos
| Club                               | Títulos | Años            |
| ---------------------------------- | ------- | --------------- |
| El Oro                             | 1       | 2014-2015       |
| Barcelona Sporting Club            | 1       | 2016            |
| Universidad San Francisco de Quito | 2       | 2017, 2023-2024 |
| Club UVIV Guayaquil                | 1       | 2018            |
| Guayaquil City FC                  | 1       | 2019-2020       |
| Club Sport Emelec                  | 1       | 2022            |

## Campeones Femeninos
| Torneo      | Campeón             | Subcampeón           |
| 2014 - 2015 | JML (Guayaquil)     | USFQ                 |
| 2016        | Barcelona           | Club Ducks (Quito)   |
| 2017        | USFQ                | Club UVIV Guayaquil  |
| 2018        | USFQ                | Club UVIV Guayaquil  |
| 2019 - 2020 | Club UVIV Guayaquil | Fedeguayas           |
| 2022        | Club UVIV Guayaquil | Atlético Porteño     |
| 2023-2024   | Club UVIV Guayaquil | Club Porteños Junior |
| 2024-2025   | Club UVIV Guayaquil | Club Santana (Quito) |

### Títulos femeninos
| Club                               | Títulos | Años                       |
| ---------------------------------- | ------- | -------------------------- |
| Club UVIV Guayaquil                | 3       | 2019-2020, 2022, 2023-2024 |
| Universidad San Francisco de Quito | 2       | 2017, 2018                 |
| JML (Guayaquil)                    | 1       | 2014-2015                  |
| Barcelona Sporting Club            | 1       | 2016                       |